# Cat Fletcher
 (décembre 2019).
Si vous disposez d'ouvrages ou d'articles de référence ou si vous connaissez des sites web de qualité traitant du thème abordé ici, merci de compléter l'article en donnant les références utiles à sa vérifiabilité et en les liant à la section « Notes et références ».
Pour les articles homonymes, voir Fletcher.
Carlos Alfredo Torres (Cat) Fletcher, né à Caracas au Venezuela le 31 octobre 1959, est un auteur, directeur et producteur de cinéma ainsi que de télévision.

## Biographie
Cat Fletcher est le fils de Carmelo Torres et Miriam Fletcher.
Il fonde en 1979 Video Sistema Taurino. Diplômé de l'Académie Nationale du Cinéma et de Télévision de Caracas Venezuela (1981), il passe par l'Institut Technologique et d'Études Supérieures de Monterrey ITESM où il a étudié l'ingénierie en électronique et en communications (1985).
Il réside aux États-Unis depuis 1985.
Depuis 1985, il a été chargé de produire commerciaux de télévision pour le marché hispanique aux États-Unis. Il a produit quelque 500 pièces dans une période de 20 années. 
Il collabore aux revues du Groupe Izarra dans le secteur technique et conseille dans les industries du cinéma et de la TV.
Il développe actuellement[Quand ?] des projets pour le cinéma et la télévision en Haute Définition.

## Charges administratives
(juillet 2013).
Le contenu est difficilement compréhensible vu les erreurs de traduction, qui sont peut-être dues à l'utilisation d'un logiciel de traduction automatique.
- Directeur général d'Études télévisuelles internationales le Mexique (1982-1985)
- Président d'Études télévisuelles internationales à Miami (1985-2006)
- Directeur de ventes pour Productions Princess (1991)
- Chef de production Planet Media (1999-2001)
- Le Vice-président Lucy Productions (2002-2004)
- Le Vice-président Filmvest Corp (2005)

## Charges opérationnelles
(juillet 2013).
Le contenu est difficilement compréhensible vu les erreurs de traduction, qui sont peut-être dues à l'utilisation d'un logiciel de traduction automatique.
- Camarógrafo personnel du matador Manolo Martínez (1979-1982).
- Correspondant au Venezuela pour XHDF Canal 13 du Mexique (1979-1982)
- Correspondant au Mexique pour Radio Caracas Televisión (1982-1983)
- Programme producteur « Taureaux et Toreros » (1984) XEIPN-TV Canal Onze, le Mexique.
- Camarógrafo correspondant pour televisoras colombiennes et vénézuéliennes (Venevisión, Escargot TV)au Miami (1988).
- Producteur pour Hippodrome des Amériques (Mexico) 1983-1985
- Directeur Technique pour les concerts de Emmanuel en Miami, Los Angeles et Las Vegas

## Crédits

### Documentaires
(juillet 2013).
Le contenu est difficilement compréhensible vu les erreurs de traduction, qui sont peut-être dues à l'utilisation d'un logiciel de traduction automatique.
- Latin Tours (1980) (Mention d'Honneur dans le Festival de Tourisme à Berlin) Producteur.
- César Girón (1981) (Hommage par 10 ans de son décès) Producteur
- Le Sport dans la Ville du Mexique et sa fonction dans le développement social de la Population (Prix l'UNESCO) (1982) Videógrafo-Editor et Guionista
- Un Caminante dans la Route Sinueuse… Jean-Paul II. (1987) Exécutif Producteur, Producteur et Guionista.
- Les Taureaux dans le Monde (1990) Exécutif Producteur (Mention Festival de Cannes de TV)
- Cubans in l'Amérique (2004) Producteur et producteur musical. (Documentaire pour PBS)

### Programmes éducatifs
(juillet 2013).
Le contenu est difficilement compréhensible vu les erreurs de traduction, qui sont peut-être dues à l'utilisation d'un logiciel de traduction automatique.
- En parlant anglais (1991) Cours pour apprendre à parler anglais en utilisant comme outil la translittération avec spagnol, Directeur
- Muscle Flex (1990-1991) Programme de Fisiculturismo pour The Sunshine Channel de Floride. Directeur
- Handguns and Home Survival (1988) (Armes Feu et protection dans la Maison) Directeur

### Films
- Deathly Contact (1995) coproducteur, premier assistant opérateur(ADP).
- Street Survival (2005) coproducteur, premier assistant opérateur(ADP), deuxième assistant opérateur, éditeur, producteur musical.